# اردشیر قوام‌زاده

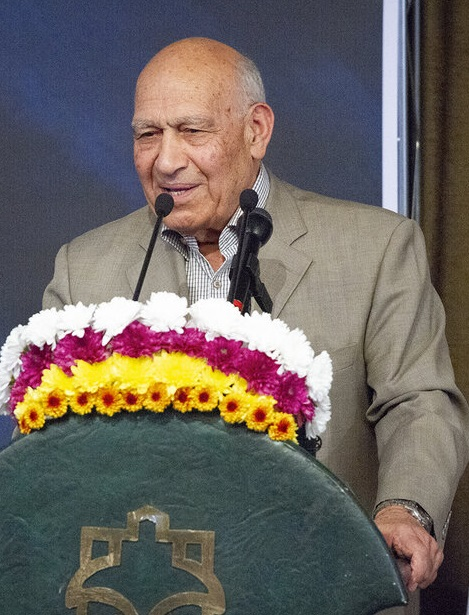
قوام زاده در آبان ۹۸

اردشیر قوام زاده متولد ۱۳۱۹ در شهر تفرش، یک پزشک ایرانی است. وی نخستین کسی است که عمل پیوند مغز استخوان را در ایران انجام داده است. وی در سال ۱۳۸۹ به عنوان استاد ممتاز دانشکده علوم پزشکی تهران برگزیده شد. همچنین در سال ۱۳۹۰ به عنوان برترین پژوهشگر جهان در زمینه سرطان و بیماری‌های خونی برگزیده شد. همچنین ایشان یکی از برگزیدگان دومین دوره جایزه علمی علامه طباطبایی بنیاد ملی نخبگان در سال ۱۳۹۱ می‌باشند. او در سال ۱۳۹۴ به عنوان محقق برگزیده رتبهٔ اول علوم بالینی و سلامت جشنواره رازی انتخاب شد.

## زندگی
وی متولد ۱۳۱۹ در شهر تهران و اصالتاً تفرشی است. در سال ۱۳۳۹ از دبیرستان دارالفنون دیپلم خود را گرفت. وی مدرک پزشکی خود را از دانشکدة پزشکی وین کرایس اتریش در سال ۱۳۵۰ گرفت؛ و شش سال بعد مدرک تخصصی خود را از کشور سوئیس گرفت. سپس تحصیلات فلوشیپ خود را در رشته هماتولوژی و پیوند در دانشگاه سوئیس در سال ۱۳۷۰ به پایان رساند. وی اکنون به عنوان عضو هیئت علمی و استاد گروه داخلی در بخش خون و انکولوژی بیمارستان شریعتی مشغول به کار است.

## کارها
وی ریاست کنگره لنفوم و پیوند مغز استخوان در تهران در سال ۱۳۷۳، ریاست کنگره پیوند مغز استخوان در سال ۱۳۷۹، ریاست انجمن هماتولوژی- انکولوژی ایران در سال ۱۳۷۳، ریاست کمیته بورد هماتولوژی- انکولوژی ایران در سال ۱۳۷۰، ریاست مرکز تحقیقات خون، سرطان و پیوند مغز استخوان از سال ۱۳۷۸ تاکنون را بر عهده داشته است.

وی همچنین ریاست بیمارستان شریعتی از سال۶۱ تا ۱۳۵۹، ریاست دپارتمان پزشکی از سال۶۴ تا ۱۳۵۹، ریاست بخش خون و سرطان و پیوند استخوان از سال ۷۸ تا ۱۳۵۹، عضو انجمن بین‌المللی پیوند مغز استخوان در سال ۱۳۷۱ و عضو انجمن بین‌المللی پیوند خون و مغز استخوان اروپا در سال ۱۳۷۰ را در کارنامه کاری خود دارد.